# L'Hôpital-le-Grand
L'Hôpital-le-Grand é uma comuna francesa na região administrativa de Auvérnia-Ródano-Alpes, no departamento de Loire. Estende-se por uma área de 12,86 km². Em 2010 a comuna tinha 1 091 habitantes (densidade: 84,8 hab./km²).